# Europäische Konservative und Reformer/7. Legislaturperiode
Die folgende Liste enthält die Parteien der Fraktion Europäische Konservative und Reformer in der 7. Legislaturperiode von 2009 bis 2014. Bei Konstituierung des Parlaments hatte die Fraktion 55 Mitglieder, am Ende der Legislatur 57.
| Land                   | Nationale Partei/Mitglied                          | Europapartei | MdEP   | MdEP   | Anmerkung                                   |
| Land                   | Nationale Partei/Mitglied                          | Europapartei | 2009 * | 2014 + | Anmerkung                                   |
| ---------------------- | -------------------------------------------------- | ------------ | ------ | ------ | ------------------------------------------- |
| Belgien                | Libertair, Direct, Democratisch (LDD)              | AECR         | 1      | 1      |                                             |
| Dänemark               | Fokus                                              | –            | –      | 1      | ab 8. März 2011                             |
| Italien                | –                                                  | AECR         | –      | 2      | Cristiana Muscardini, Susy De Martini       |
| Kroatien               | Hrvatska stranka prava dr. Ante Starčević (HSP AS) | AECR         | –      | 1      | nach Beitritt Kroatiens am 1. Juli 2013     |
| Lettland               | Tēvzemei un Brīvībai (TB)                          | AECR         | 1      | 1      |                                             |
| Litauen                | Lietuvos lenkų rinkimų akcija (LLRA)               | AECR         | 1      | 1      |                                             |
| Niederlande            | ChristenUnie (CU)                                  | ECPM         | 1      | 1      |                                             |
| Polen                  | Prawo i Sprawiedliwość (PiS)                       | AECR         | 15     | 9      |                                             |
| Polen                  | andere                                             | (AECR)       | –      | 4      | unabhängige Mitglieder, zeitweise PRJG      |
| Tschechien             | Občanská demokratická strana (ODS)                 | AECR         | 9      | 9      |                                             |
| Ungarn                 | Magyar Demokrata Fórum                             | AECR         | 1      | 1      | ab 2011 Modern Magyarország Mozgalom (MoMa) |
| Vereinigtes Königreich | Conservative Party                                 | AECR         | 25     | 25     |                                             |
| Vereinigtes Königreich | Ulster Unionist Party (UUP)                        | AECR         | 1      | 1      |                                             |
| Summe                  | Summe                                              |              | 55     | 57     |                                             |